# Juizados Especiais
Juizados Especiais, anteriormente denominados Juizados de Pequenas Causas (Summary Courts no direito inglês), são juízos instruídos por princípios de oralidade e informalidade, que buscam proporcionar meio célere ao acesso e efetividade da jurisdição, tanto no âmbito cível, quanto criminal e fazendário.

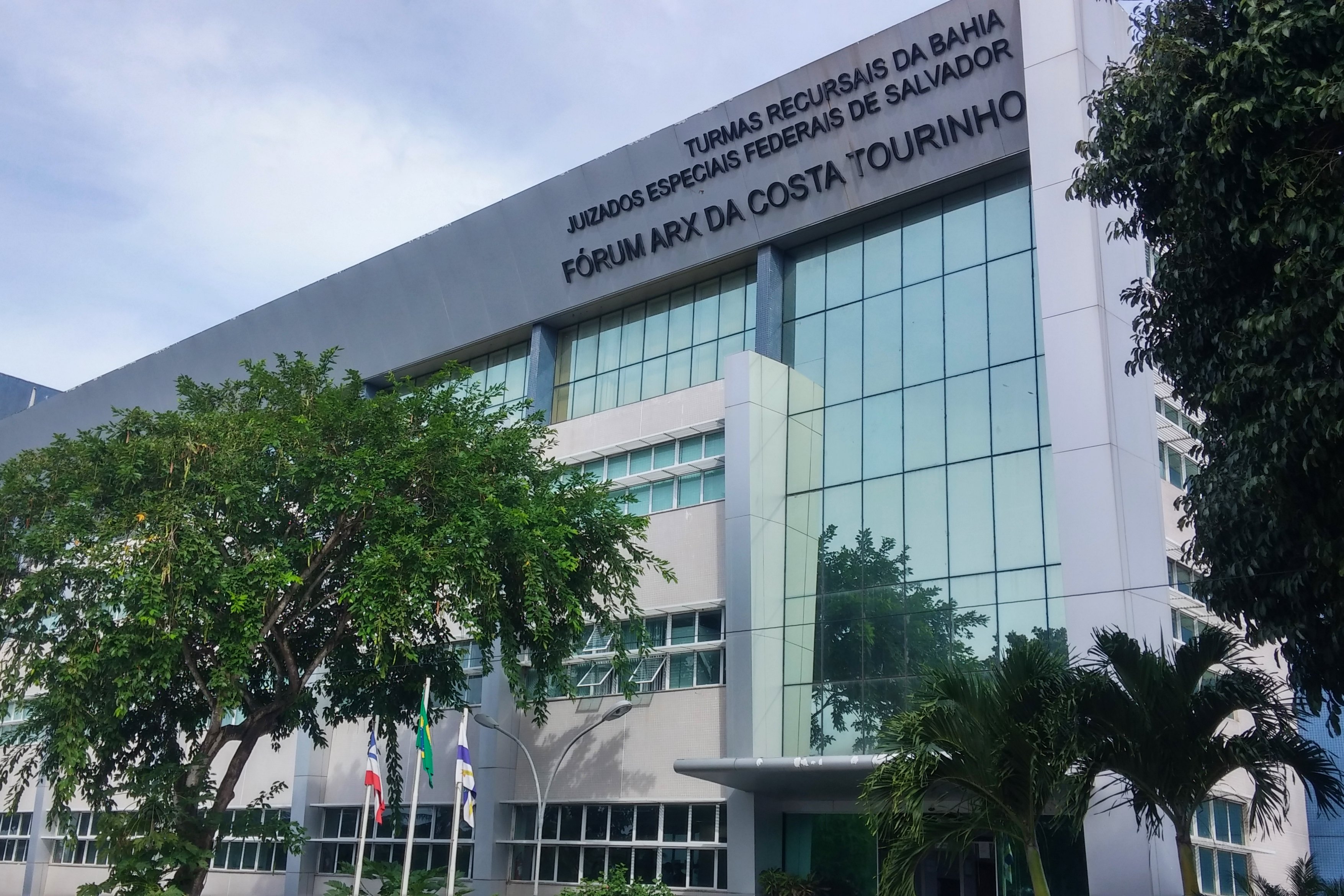
Fórum Arx da Costa Tourinho, dos Juizados Especiais Federais de Salvador e das Turmas Recursais do Sistema de Juizados Especiais Federais da Seção Judiciária da Bahia.

## Histórico
Previstos nas Constituições Republicanas desde a de 1934, os Juizados de Pequenas Causas, antecessores dos Juizados Especiais, têm como pioneiro o Juizado Especial de Pequenas Causas da Comarca de Rio Grande, instalado em 23 de julho de 1982. Diante da aceitabilidade da experiência, foram estabelecidos os Juizados Especiais de Pequenas Causas a nível nacional, pela Lei 7.244 de 7 de novembro de 1984, que possuíam competência apenas para as causas cíveis de valor não superior a 20 salários-mínimos. O seu objetivo era promover o acesso à Justiça daquelas causas tidas como de menor impacto e, por isso, esquecidas.
Com a Constituição Federal de 1988, os Juizados Especiais passaram a ter previsão constitucional. Foi com essa previsão que surgiram os Juizados Especiais Criminais e os Juizados Especiais Cíveis ganharam a atual dimensão. Enquanto que os juizados cíveis promoviam a celeridade dos procedimentos comuns, os juizados especiais criminais buscavam formalizar e punir as pequenas infrações, desprezadas pela falta de estrutura estatal.
O comando constitucional foi cumprido com a edição da Lei 9.099/95, no âmbito estadual, da Lei 10.259/2001, no âmbito da União, e da Lei 12.153/2009, no âmbito fazendário estadual. Antes destas leis, houve iniciativa nos estados do Mato Grosso do Sul, Rio Grande do Sul e Santa Catarina de edição de uma lei geral dos juizados especiais. Estas iniciativas legislativas foram consideradas inconstitucionais pelo STF.

## Características gerais
Os Juizados Especiais, em todas as suas modalidades. são processualmente regidos pela Lei 9.099/95 e as leis especiais que instituíram as suas vertentes federal e fazendária.
O sistema dos juizados é regido pelos princípios da oralidade, simplicidade, informalidade, economia processual e celeridade.
Apesar de não haver Turma Nacional de Uniformização nos Juizados Especiais Estaduais, o Fórum Nacional de Juizados Especiais reúne-se regularmente, desde 1997, com o objetivo de padronizar entendimentos e procedimentos no âmbito destes juizados. Em 2017, o FONAJE possuía 170 enunciados cíveis, 128 enunciados criminais e 13 enunciados fazendários.
Já no âmbito Federal existe uma Turma Nacional de Uniformização (TNU), composto de 10 juízes e presidido pelo Corregedor-Geral da Justiça Federal, com a finalidade de uniformizar o entendimento jurídico no âmbito dos Juizados Especiais Federais. Não obstante, há ainda o Fórum Nacional dos JEFs (FONAJEF).

### Sistema Recursal
O sistema recursal dos Juizados Especiais diferencia-se da Justiça Comum pela presença de uma Turma Recursal como órgão colegiado de segundo grau, no lugar do Tribunal de Justiça. Por conta disso, as decisões destas Turmas não desafia Recurso Especial ao Superior Tribunal de Justiça, pois é requisito deste a decisão impugnada ser oriunda de Tribunal. É necessária a atuação técnica na fase recursal, isto é, somente advogado, Defensor Público ou membro do Ministério Público pode recorrer de decisões no Sistema dos Juizados.
São recursos cabíveis no sistema dos Juizados Especiais: embargos declaratórios, recurso inominado, apelação e recurso extraordinário.
Os embargos declaratórios são cabíveis em caso de obscuridade, ambiguidade ou omissão da decisão judicial. Podem ser objeto dos embargos declaratórios sentenças, acórdãos e decisões interlocutórias. O prazo para sua interposição é de 5 dias, interrompendo o prazo para a interposição de outros recursos.
O recurso inominado, pode reformar ou anular sentenças e deve ser interposto no prazo de 10 dias com suas razões. É necessário preparo do recurso, isto é, pagamento das custas do processo e do recurso para que seja conhecido. Já a apelação equivale ao recurso inominado, mas somente é cabível no Juizados Especiais Criminais.

## Modalidades
Dividem-se em: Juizado Especial Cível, Juizado Especial Criminal e Juizado Especial Fazendário.

### Juizados Especiais Estaduais
Os Juizados Especiais Estaduais são divididos pela sua competência material (Cíveis e Criminais) ou funcional (Fazendários).
- Os Juizados Especiais Cíveis (JECs) possuem competência material residual, isto é, tratam sobre assuntos que não são da competência dos Juizados Especiais Criminais e Fazendários. Limitam-se a causas de até 40 salários-mínimo e sem complexidade técnica. São regulados, processualmente, primordialmente pela Lei 9.099/95 e subsidiariamente pelo Código de Processo Civil.[1]
- Os Juizados Especiais Criminais (JECrims) possuem competência sobre as causas criminais de menor potencial ofensivo, com exceção dos delitos cometidos no âmbito da Lei Maria da Penha, ou seja, em caso de violência doméstica ou familiar contra a mulher. São regulados, processualmente, primordialmente pela Lei 9.099/95 e subsidiariamente pelo Código de Processo Penal.[1]
- Os Juizados Especiais Fazendários, ou da Fazenda Pública, possuem competência funcional sobre as causas cíveis em que se figure a Fazenda Pública estadual ou municipal. Limitam-se a causas de até 60 salários-mínimos. São regulados, processualmente, pela Lei 12.153/2009 e, subsidiariamente, pela Lei 9.099/99.[1]

### Juizados Especiais Federais
Os Juizados Especiais Federais (JEFs) possuem competência funcional sobre as causas cíveis em que haja interesse da União. Limitam-se a causas de até 60 salários-mínimos. São regulados, processualmente, pela Lei 10.259/2001 e, subsidiariamente, pela Lei 9.099/95.